# Saint-Amand-Jartoudeix
Saint-Amant-Jartoudeix ist eine Gemeinde im Zentralmassiv in Frankreich. Sie gehört zur Region Nouvelle-Aquitaine, zum Département Creuse, zum Arrondissement Guéret und zum Kanton Bourganeuf. 

## Lage
Sie grenzt an Sauviat-sur-Vige, Montboucher, Saint-Junien-la-Bregère und Saint-Priest-Palus. Im südlichen Gemeindegebiet verläuft die Vige, im Norden ihr Zufluss Béraude.

## Bevölkerungsentwicklung
| Jahr      | 1962 | 1968 | 1975 | 1982 | 1990 | 1999 | 2004 | 2013 |
| --------- | ---- | ---- | ---- | ---- | ---- | ---- | ---- | ---- |
| Einwohner | 339  | 310  | 277  | 240  | 236  | 189  | 185  | 171  |

## Sehenswürdigkeiten
Die Kirche von Saint-Amand-Jartoudeix stammt aus dem 13. Jahrhundert und wurde im 15. Jahrhundert durch eine Kapelle erweitert. Im 16. Jahrhundert wurde sie durch einen rechteckigen Glockenturm mit kreuzförmigen Schießscharten verstärkt.
Das granitene Croix Demoiselle wurde 1850 von Einwohnern des Weilers Nouhaud auf einem Puy als Dank für die Geburt eines jungen Mädchens errichtet.
Der Menhir des Clides wird im Katasterplan von 1830 als Pierre de l’ancienne justice aufgeführt. Zu dieser Zeit wurden auf dem Gelände noch Steine abgebaut. Am 15. Mai geht die Sonne genau über der Verlängerung der horizontalen Achse des Menhirs auf.